# تاتینگتون، نورفک
تاتینگتون (به انگلیسی: Tottington) یک روستا و محله مدنی در بریتانیا است که در منطقه برکلند واقع شده‌است. تاتینگتون ۱۳٫۱۲ کیلومتر مربع مساحت و ۰ نفر جمعیت دارد.